# Vauchamps (Doubs)
Vauchamps ist eine Ortschaft und eine ehemalige französische Gemeinde mit 120 Einwohnern (Stand: 1. Januar 2019) im Département Doubs in der Region Bourgogne-Franche-Comté.
Mit Wirkung vom 1. Januar 2018 wurden die früher selbstständigen Gemeinden Bouclans und Vauchamps zur namensgleichen Commune nouvelle Bouclans zusammengeschlossen. In der neuen Gemeinde hat lediglich Vauchamps den Status einer Commune déléguée. Der Verwaltungssitz befindet sich im Ort Bouclans.

## Geographie
Vauchamps liegt auf 407 m, etwa 17 Kilometer östlich der Stadt Besançon (Luftlinie). Das Dorf erstreckt sich im westlichen Jura, auf dem sogenannten ersten Plateau, einem breiten Becken zwischen den Höhen der Jura-Randkette (Côte) im Norden und der Côte d’Anroz im Süden, am Ruisseau du Gour.
Die Fläche des 2,94 km² großen Gemeindegebiets umfasst einen Abschnitt des westlichen französischen Juras. Das gesamte Gebiet wird vom breiten ersten Juraplateau eingenommen, das durchschnittlich auf 410 m liegt. Es bildet ein weites Becken ohne oberirdischen Abfluss. Der bei Vauchamps nach Norden fließende Ruisseau du Gour versickert schon nach kurzer Laufstrecke am Fuß der Côte wieder. Im Bereich von Vauchamps ist das Plateau vorwiegend von Acker- und Wiesland, teils auch von Wald bestanden. Nach Osten erstreckt sich das Gemeindeareal über das Plateau bis an den Rand des Waldgebietes Bois de Vuillorbe. Auf einer Anhöhe südöstlich des Dorfes wird mit 457 m die höchste Erhebung von Vauchamps erreicht.
Nachbargemeinden von Vauchamps waren Champlive im Norden, Glamondans im Osten, Bouclans im Süden sowie Osse im Westen.

## Bevölkerung
| Bevölkerungsentwicklung | Bevölkerungsentwicklung |
| Jahr                    | Einwohner               |
| ----------------------- | ----------------------- |
| 1962                    | 69                      |
| 1968                    | 77                      |
| 1975                    | 87                      |
| 1982                    | 74                      |
| 1990                    | 102                     |
| 1999                    | 121                     |
| 2006                    | 121                     |
| 2016                    | 126                     |

Mit 128 Einwohnern (Stand 1. Januar 2015) gehörte Vauchamps zu den kleinsten Gemeinden des Départements Doubs. Nachdem die Einwohnerzahl in der ersten Hälfte des 20. Jahrhunderts deutlich abgenommen hatte (1886 wurden noch 113 Personen gezählt), wurde seit Beginn der 1980er Jahre ein inzwischen wieder verlangsamtes Bevölkerungswachstum verzeichnet.

## Wirtschaft und Infrastruktur
Vauchamps war bis weit ins 20. Jahrhundert hinein ein vorwiegend durch die Landwirtschaft (Ackerbau, Obstbau und Viehzucht) und die Forstwirtschaft geprägtes Dorf. Die Wasserkraft des Ruisseau du Gour wurde früher für den Betrieb von Mühlen genutzt. Daneben gibt es heute einige Betriebe des lokalen Kleingewerbes. Mittlerweile hat sich das Dorf auch zu einer Wohngemeinde gewandelt. Viele Erwerbstätige sind Wegpendler, die in der Agglomeration Besançon ihrer Arbeit nachgehen.
Die Ortschaft liegt abseits der größeren Durchgangsstraßen an einer Departementsstraße, die von Bouclans nach Champlive führt. Eine weitere Straßenverbindung besteht mit Osse.